# 大沼郵便局
大沼郵便局（おおぬまゆうびんきょく）は、和歌山県東牟婁郡北山村にある郵便局。民営化前の分類では集配特定郵便局であった。

## 概要
住所：〒647-1699 和歌山県東牟婁郡北山村大沼上里46－3
日本全国で唯一飛び地の村、北山村唯一の集配郵便局であったが、民営化直前の集配業務再編において、当局は配達センターとされたため、民営化後も郵便事業株式会社の支店は併設されず、集配センターが併設された。

## 沿革
- 1880年（明治13年）5月1日　大沼郵便局(五等)として設置。
- 1886年（明治19年）4月26日　三等郵便局に改定。
- 1941年（昭和16年）2月1日　局種設定。集配特定局となる。
- 1995年（平成7年）3月27日　請川局の集配事務廃止に伴い郵便番号647-16が空番号となる。

- 2007年（平成19年）3月5日 - ゆうゆう窓口（郵便時間外窓口）を廃止し、配達センター局に移行。
- 2007年（平成19年）10月1日 - 民営化に伴い、併設された郵便事業熊野支店大沼集配センターに一部業務を移管。
- 2008年（平成20年）11月1日 - 郵便事業熊野支店から郵便事業紀伊勝浦支店へ所属変更。これに伴い、郵便番号も519-56xxから647-16xxに変更された。
- 2012年（平成24年）10月1日 - 日本郵便株式会社発足に伴い、郵便事業紀伊勝浦支店大沼集配センターを大沼郵便局に統合。

## 取扱内容
- 郵便、印紙、ゆうパック、内容証明
- 貯金、為替、振替、振込、国債、国際送金
- 生命保険、バイク自賠責保険、がん保険
- ゆうちょ銀行ATM
- 北山村全域の集配業務

## 風景印
- 図柄は北山川観光筏下りの様子。局名表記は「和歌山　大沼」
- 使用開始日は1982年（昭和57年）8月10日

## 周辺
- 北山川
- 北山村役場
- 道の駅おくとろ
- 尾川川
- みくまの農協　北山支所
- 北山村立北山中学校
- 国保北山村診療所
- 国道169号

## アクセス
- 国道169号沿い
- 駐車場あり（5台）